# Kozmikus Anyagokat Vizsgáló Űrkutató Csoport
A Kozmikus Anyagokat Vizsgáló Űrkutató Csoport (KAVÜCS) az ELTE TTK Fizikai Intézet Anyagfizika Tanszékén működő űrkutató csoport, amely ugyanakkor az MTA Geonómiai Tudományos Bizottságához is tartozik. 1993-ban jött létre, amikor az űrkutató csoport, nemzetközi kölcsönzési egyezmény keretében, megkapta egy évre a NASA Johnson Space Centertől az Apollo expedíciók kőzetanyagából összeállított mintagyűjteményt.

## Tevékenységek
Az űrkutató csoport űrkutatási tevékenysége az Űrkutatási Tudományos Tanács fő irányai közül az űrfizikához, a NASA adatbázisában az asztrofizikához tartozik. Fontos munkaköre az űrkutató csoportnak az űrkutatás oktatásban való részvétel.
Öt munkacsoport keretében folyik a munka. Ezek a következők:
- HOLDKŐZETEK, METEORITEK CSOPORT: Program: Kőzettani mikroszkópia, mikroszondával végzett geokémia és más anyagvizsgálati módszerek. A holdkőzetek, a marsi meteoritok, valamint a meteoritok evolúciós szempontú vizsgálata alkotja a fő kutatási területeket.
- PLANETOLÓGIA CSOPORT: Program: A Naprendszer égitesteinek geomorfológiája, felszíni térképezése.
- HUNVEYOR CSOPORT: Program: A Hunveyor és Husar-rover kísérleti gyakorló űrszonda modellek építése, robotika és planetáris geológia műszeres összekapcsolása, az űrkutatás oktatása, planetáris analóg terepgyakorlatok szervezése és végrehajtása.
- HOLDMÉRNÖKI CSOPORT: Ezen a területen űrkutató csoportunk a KAVÜCS és a VT Patent Iroda (Varga Tamás Péter) valamint építészek egy csoportja (Ferroelektric Engineering Pan Konceptum KFT., Boldoghy Béla és Kummert József) közötti együttműködés keretében dolgozik. A holdbázis építésének műszaki feltételeiről, egy energetikailag és a helyi anyagok fölhasználásával műszakilag is megvalósítható gazdaságos holdbázis tervezetének különböző részfeladatairól készítettünk tervezeteket.
- ŰRKUTATÁS ÉS GEOMETRIA CSOPORT: (A geometria és a számítógépes grafika módszerei, interaktív térábrázolási programok, űrszonda modellekhez kozmikus térben történő mozgások modellezése).

## Holdkőzetek, meteoritok csoport

### Holdkőzetek vizsgálata
A NASA Holdkőzetek vizsgálata az egyik kiemelt terület. Példaként bemutatjuk azt a vizsgálatot, amikor a holdi breccsákat földi kerámiákkal hasonlítjuk össze. A Holdon a breccsák a kráterek létrejötte során keletkeznek. A kráterhez különféle becsapdódási eredetű breccsás kőzetfáciesek tartoznak. Kőzettani szempontból a legfontosabbak a polimikt és a monomikt breccsák valamint a többszörösen átforgatott és újrakevert és megszilárdult breccsa-a-breccsában szövetű anyagok.
A kerámiákkal történő összehasonlításuk egy fontos szemcseviszonylat alapján történhet: milyen a mennyiségi aránya a durvaszemcsés töredékeknek és az aprószemcsés törmeléknek? Két lényegesen különböző szövettípus a következő: Ha a durvaszemcsés összetevők aránya olyan magas, hogy a szövetben a szemcsék szinte egymáson támaszkodnak, akkor szemcsevázú szövetről beszélünk. Ezeket ortobreccsáknak is nevezik. Ez a lehetőség 15%-nyi durvaszemcsés összetevő esetén vagy annál több ilyen komponensnél következhet be. Ha ennél kevesebb a durvaszemcsés összetevő, akkor törmelékvázú breccsáról beszélünk, amit parabreccsának is neveznek

### Meteoritek vizsgálata
A kondritos meteoritekből kiindulva egy kisbolygó méretű kis égitest evolúcióját nyomon követve vizsgáljuk a meteoritoket. A kondritos meteoritok hőtörténetét több szakaszra bonthatjuk és a meteoritok ezeknek az átalakulási szakaszoknak a nyomait hordozzák anyagukban, szövetükben. A kondritok életében kétféle fölmelegedési szakaszt tudunk megkülönböztetni. Az első fölmelegedési (és lehűlési) szakasz akkor történt, amikor a Naprendszer kialakult. Ekkor fejlődtek ki a Nap körüli ásványi anyagok s alkottak ásványöveket a Naptól távolodva csökkenő hőmérsékletük szerinti elrendeződésben. (Ásványövek a Naprendszerben).
A második fölmelegedési szakasz már a kis égitest belsejében zajlott le. Ez a szakasz ismét két részre osztható. A korábbi a kis égitest fölmelegedésének az a szakasza, amikor az emelkedő hőmérséklet hatására az égitest ásványi anyagai átkristályosodnak. (Ennek egyik speciális esete, amikor az átkristályosodás víz hatására történik.) Későbbi a kis égitest további fölmelegedésének az a szakasza, amikor az emelkedő hőmérséklet hatására megolvadások történnek és a kis égitest öves szerkezetűvé differenciálódik. Mindegyik szakasz vizsgálatához a kondritok szövetét kell ismernünk.
E munkához a KAVÜCS minden évben kölcsönzi a NIPR 30 vékonycsiszolatból álló meteorit készletét. Ugyancsak foglalkozik a magyarországi meteoritok vizsgálatával is.

## Planetológia csoport
Ennek a csoportnak a vizsgálati területe a geomorfológia, a planetológiai bolygótérképezés. E munka során a Naprendszer égitestjeinek felszínét, morfológiáját, térképezését, anyagait, légkörét (ha van) és felszíni mikrokörnyezeteit tanulmányozzuk. Sorra vesszük a Hold, a Mars és a Vénusz felszínére simán leszállt űrszondák méréseit és megfigyeléseit és leírjuk, hogyan lép kölcsönhatásba az űrszonda mérő rendszere az égitestek felszínének közelében áramló anyagokkal.
A KAVÜCS több tagja részt vesz a marsi sötét foltok (DDS) kutatásában, Horváth András és Szathmáry Eörs ESA MAG Collegium Budapest kutatócsoportjával együtt folytatva a DDS-ek vizsgálatát az MGS, a MEX és a z MRO felvételeken.
A Planetológia Kör (később Planetológia Műhely) szervezi a bolygótérképek Közép-európai sorozatának kiadását. Hargitai Henrik szerkesztésében. Eddig a Hold, a Mars, a Merkúr, a Vénusz, a Phobos és a Deimos térképe készült el.

## Hunveyor-Husar csoport
E csoportban a Hunveyor gyakorló űrszonda modellek fejlesztése történik. A rendszer mozgó egységgel való bővítése fokozatosan megvalósul az épülő Husar-roverekel (Hungarian University Surface Analyser Rover).
Fokozatosan fejlesztik a csoportok modelljeiket, Az autonómmá tett modellekkel terepi méréseket is végeznek. A Hunveyorokkal egyik ilyen kísérleti mérés csoportot a befagyott Balatonra tervezik (ez a szimulációs kísérlet a Jupiter Europa nevű jégkéreggel fedett holdján történő szimulációhoz.)
Több Hunveyor-Husar csoport használja a kísérleti gyakorló űrszonda rendszert újraprogramozható eszközként, kísérleti gyakorló űrtechnológiai modellként, segítve ezzel a tanulás folyamatát, és fölhasználva a diákok invenciózus alkotó-fejlesztő lelkesedését. A tanulást segítő szerep az egyik mozgatója e programnak.
A Husar roverek tervezésekor figyelemmel kísérték a NASA rover típusú robotjainak fejlődését. Amíg a Mars Pathfinder munkáját a Földről irányították, mert a Sojourner nem tudott az égitest felszínén mozogva önálló döntéseket hozni, a későbbi Mars Exploration Rover típusok már sok területen autonóm rendszerek voltak. A Husar robotautó építése során a fedélzeti számítógépre írt mozgató programokkal műszereket, kamerát, anyagokat, szerszámokat mozgatnak, méréseket végeznek a munkában részt vevő diákok is (Hegyi Sándor).
Több Husar rover készült kész robotautó átalakításával. A Husar-2d esetén például egy PDA típusú számítógépet helyeztek a roverre, amely az interneten keresztül kapja a parancsokat a "földi irányítóközponttól". A Husar-2a robotautón PIC mikrokontroller processzorral vezérelték a motorokat.
A Hunveyor-3 egységre nedvesség- és szivárgásmérő műszer készült. Az elrendezés lelke egy függőlegesen álló mérőpálcába helyezett érintkezősor volt (Kovács Zsolt Imre). A mérőpálca a talajba merül és a legnagyobb mélységű érintkezők között áram indul meg a nedves közeg hatására, ami jelet küld a mérőpálcához kapcsolt regisztráló és logikai egységnek, amely ezzel jelzi azt a mélységet, ameddig a nedvesség fölér a talajban.
A autonóm energiaellátó egység az akkumulátorról való működés. Az energiaszükséglet minimalizálása érdekében nagyobb integráltságú és kisebb fogyasztású alaplap került a Hunveyor-4-re (Hudoba György). A mozgó alkatrészek kiiktatására az operációs rendszert tartalmazó merevlemez (HD) helyett korszerű FLASH-memóriát használnak. A távolról való működtetéshez rádiós összeköttetést hoztunk létre a Hunveyor-4-en: a tervezett hatótávolság kb. 5 km. (a Hunveyor-4-en körsugárzó, a távoli irányító központ számára szűk nyalábszélességű, nagy nyereségű, parabolaantenna szolgál.)

## Űrkutatás és geometria csoport
E munkacsoportunk egyik fontos része Kabai Sándornak a Mathematica programmal végzett munkássága. Ennek során, a számítógépes grafika segítségével tervezünk elemeket, elrendezéséket, a Hunveyor mozgásait a Mathematica programmal valósítjuk meg.
Másik terület a szerkezetek építése. A molekuláktól az űrállomás építésére is alkalmas, optimális (két fajta elemet tartalmazó) térbeli modul szerkezetek előállítását tervezzük. Ebben egy romboéder elem játszik fontos szerepet.

## Kis atlasz sorozat a Naprendszerről

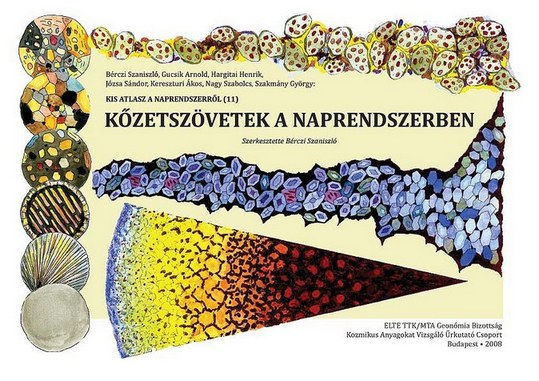
Kőzetszövetek a Naprendszerből származó kőzetekből. Egy magyarországi tankönyv borítóján a kondritos meteoritek kondrumait, egy kondritos kisbolygó metszetét és két marsi magmatest oszlopát láthatjuk. A képek a vékonycsiszolatban tanulmányozható szövetszerkezetek alapján készült belső metszeteket mutatják.

A Naprendszert bemutató atlasz sorozatot is készít a KAVÜCS. Például a hatodik kötet a Bolygófelszíni mikrokörnyezetek atlasza. Ebben a Holdra, a Marsra és a Vénuszra simán leszállt űrszondák méréseit és kísérleteit írtuk le A hetedik atlasz a Bolygófelszíni barangolások, melyben a Holdra és a Marsra leszállt autós és roveres expedíciók tanulságait és kísérleteit írtuk le.

## Nemzetközi kapcsolatok
A KAVÜCS munkáiról több nemzetközi és hazai szervezésű konferencián számol be. Ezek közül a három legfontosabb a Houstonban megrendezett Holdi és Planetáris Konferencia (Lunar and Planetary Science Conference), a COSPAR kongresszus és a tokiói Antarktiszi meteoritok konferencia, amit a NIPR rendez meg minden évben.

## Külső hivatkozások
- A KAVÜCS honlapja